# Зельден (Ецталь)
Зельден (нім. Sölden) —  громада округу Імст у землі Тіроль, Австрія.
Зельден лежить на висоті  1368 м над рівнем моря і займає площу  466,9 км². Громада налічує 4252 мешканців. 
Густота населення 9/км².  
|                                  |
| Зельден на мапі округу та землі. |

 Адреса управління громади: Gemeindestraße 1, 6450 Sölden (Ötztal). 

## Демографія
Історична динаміка населення міста за даними сайту Statistik Austria

## Виноски
1. ↑  Dauersiedlungsraum der Gemeinden Politischen Bezirke und Bundesländer - Gebietsstand 1.1.2018 — Статистичне управління Австрії.
2. ↑  https://www.statistik.at/blickgem/blick1/g70220.pdf
3. ↑  www.soelden.tirol.gv.at. Архів оригіналу за 6 травня 2021. Процитовано 17 липня 2021.
4. ↑  Gemeindedaten von Sölden (Ötztal). Архів оригіналу за 14 лютого 2009. Процитовано 21 липня 2013.

| Австрія | Це незавершена стаття з географії Австрії. Ви можете допомогти проєкту, виправивши або дописавши її. |